# Lennie James

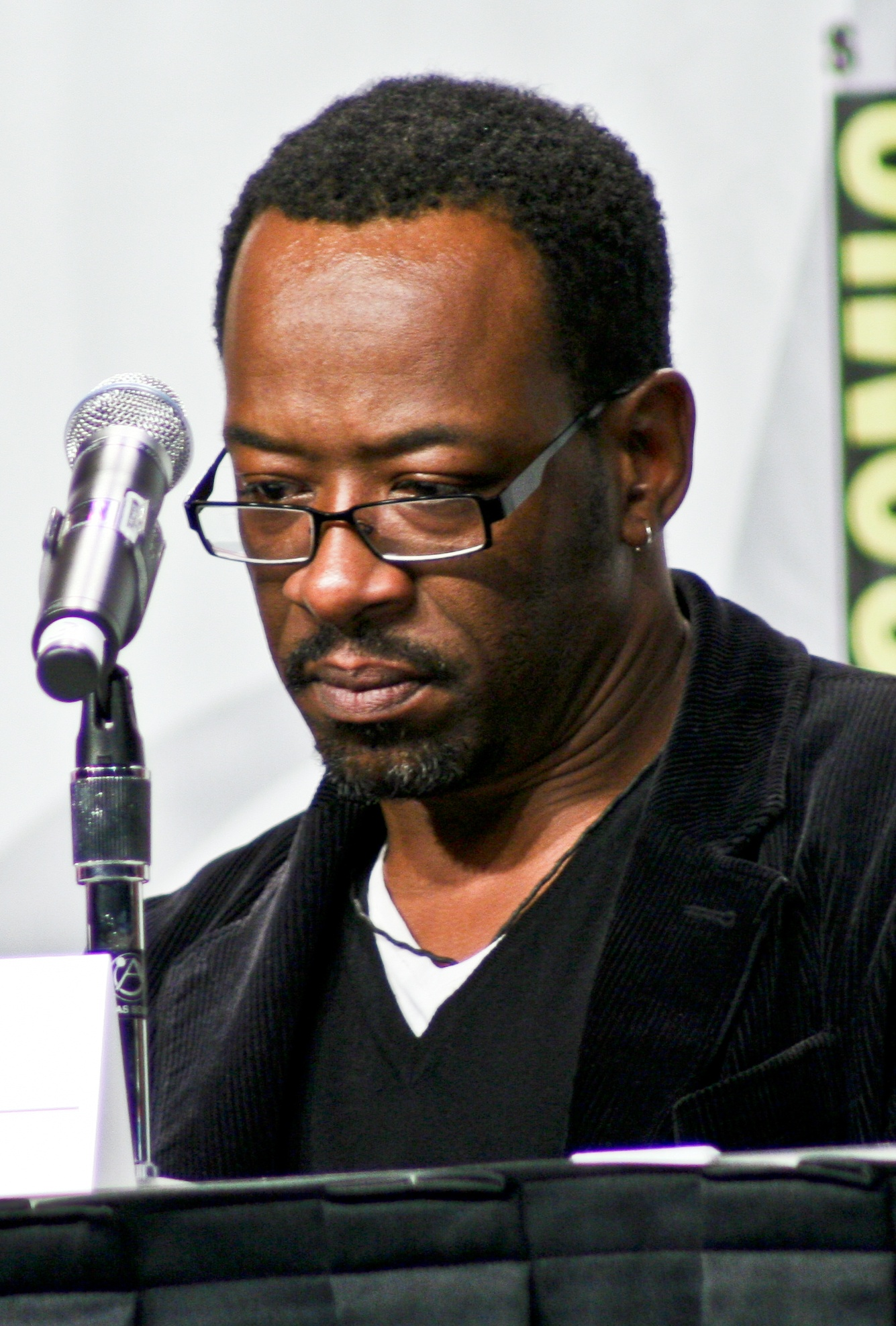
Lennie James in 2008

Lennie Michael James (Nottingham, 11 oktober 1965) is een Britse acteur, filmproducent, filmregisseur, scenarioschrijver en toneelschrijver. 

## Biografie
James werd geboren in Nottingham als zoon van Afrikaanse/Trinidadse ouders. Hij groeide op in Zuid-Londen waar hij de middelbare school doorliep aan de Ernest Bevin College. Op tienjarige leeftijd overleed zijn moeder, en hij koos ervoor om samen met zijn broer op te groeien in pleegzorg in plaats van bij familie in Amerika. In zijn tienerjaren was zijn droom om een professionele rugbyspeler te worden, maar toen hij auditie deed voor een toneelspel besloot hij om acteur te worden. Hij ging studeren aan de Guildhall School of Music and Drama in Londen, waar hij in 1988 zijn diploma haalde. James woont nu met zijn vrouw en drie dochters (1990 en 1994) in Los Angeles. 
James begon in 1988 met acteren in de televisieserie Screenplay, waarna hij nog meerdere rollen speelde in televisieseries en films. Hij is onder andere bekend van Jericho (2006-2008), Hung (2010-2011) en The Walking Dead (2010-2018).

## Filmografie

### Films
Uitgezonderd korte films.
- 2024: Mufasa: The Lion King - als Obasi (stem)
- 2024: The End - als dokter
- 2022: There There - als James
- 2021: Peter Rabbit 2: The Runaway - als Barnabas (stem)
- 2017: Blade Runner 2049 - als mister Cotton
- 2017: Double Play - als Chamon
- 2014: Get on Up - als Joe Brown
- 2014: Swelter - als bisschop
- 2012: Lockout - als
- 2011: Colombiana - als Ross
- 2010: The Next Three Days - als luitenant Nabulsi
- 2010: Tic - als C-Note
- 2009: U.S. Attorney - als Eric King
- 2008: Fallout - als DS Joe Stephens
- 2007: Outlaw - als Cedric Munroe
- 2006: The Family Man - als Paul Jessop
- 2005: Born with Two Mothers - als Errol Bridges
- 2005: Sahara - als generaal Zateb Kazim
- 2004: My Shakespeare - als verteller (stem)
- 2004: Frances Tuesday - als Trent
- 2004: Stealing Lives - als verteller (stem)
- 2002: Twenty Four Hour Party People - als Alan Erasmus
- 2001: The Martins - als PC Alex
- 2001: Lucky Break - als Rudy 'Rud' Guscott
- 2000: The Announcement - als Richard
- 2000: Snatch - aLS Sol
- 2000: The Miracle Maker - als Gaius Velius Quintilus (stem)
- 2000: Storm Damage - als Bonaface
- 1999: Shockers: Deja Vu - als Mark
- 1999: Elephant Juice - als Graham
- 1998: Among Giants - als Shovel
- 1998: Les Misérables - als Enjolras
- 1998: Lost in Space - als Jeb Walker
- 1997: The Perfect Blue - als Danny

### Televisieseries
Uitgezonderd eenmalige gastrollen.
- 2024: Genius - als Martin Luther King sr. - 5 afl.
- 2018-2023: Fear the Walking Dead - als Morgan Jones - 70 afl.
- 2018-2022: Save Me - als Nelly - 18 afl.
- 2015: Critical - als Glen Boyle - 13 afl.
- 2013: Low Winter Sun - als Joe Geddes - 10 afl.
- 2013: Run - als Richard - 2 afl.
- 2012: Line of Duty - als Gates - 5 afl.
- 2010-2018: The Walking Dead - als Morgan Jones - 54 afl.
- 2010-2011: Hung - als Charlie - 15 afl.
- 2010: Human Target - als Baptiste - 3 afl.
- 2009: The Prisoner - als 147 - 6 afl.
- 2006-2008: Jericho - als Robert Hawkins - 30 afl.
- 2006: Countdown - als Robert Hawkins - 22 afl.
- 2006: The State Within - als Luke Gardner - 4 afl.
- 2003: Buried - als Lee Kingley - 8 afl.
- 1998: Cold Feet - als Kris Bumstead - 2 afl.
- 1998: Undercover Heart - als Matt Lomas - 6 afl.
- 1995-1996: Out of the Blue - als D.C. Bruce Hannaford - 12 afl.
- 1993: Comics - als Delroy Smith - 2 afl.
- 1992: Civvies - als Cliff Morgan - 6 afl.
- 1991: The Orchid House - als Baptiste - 3 afl.

### Computerspellen
- 2023: Destiny 2: Lightfall - als Lord Shaxx
- 2019: Destiny 2: Shadowkeep - als Lord Shaxx
- 2018: Destiny 2: Forsaken - als Lord Shaxx
- 2017: Destiny 2 - als Lord Shaxx
- 2015: Destiny: The Taken King - als Lord Shaxx
- 2014: Destiny - als Lord Shaxx

### Filmproducent
- 2024: Mr Loverman - televisieserie
- 2018: Save Me - televisieserie - 6 afl.

### Filmregisseur
- 2020-2022: Fear the Walking Dead - televisieserie - 3 afl.

### Scenarioschrijver
- 2018-2022: Save Me - televisieserie - 18 afl.
- 2000: Storm Damage - film
- 1990: The Bill - televisieserie - 1 afl.
- 1988: Screenplay - televisieserie - 1 afl.

- Biblioteca Nacional de España: XX5648000
- Bibliothèque nationale de France: cb15054850m (data)
- Gemeinsame Normdatei: 141264381
- International Standard Name Identifier: 0000 0000 0541 8087
- Library of Congress Control Number: no2007046961
- MusicBrainz: 7e9ed3fc-320d-4667-8bd3-11baac8c9ed7
- Nationale Bibliotheek van Tsjechië: pna2007424603
- Nationale Bibliotheek van Israël: 987007388495605171
- Système universitaire de documentation: 077039270
- Virtual International Authority File: 44588371
- WorldCat: E39PBJpjbqbvcyCPgcvQcp7mBP